# Олимпия (пещера, Ишимбайский район)
Олимпия — пещера в Ишимбайском районе Республики Башкортостан, памятник природы (1985). Находится на западном макросклоне Южного Урала, на восточном склоне горы Будалашбаш, на правом берегу реки Хажиновская Шида (приток реки Селеук), в 5 км к от деревни Хазиново. Третья на Южном Урале по глубине пещера после Кутукских пещер. 

## Описание
Длина пещеры — 1409 метров, глубина — 122 метра, амплитуда — 101 метр, площадь – 10,3 тыс. м2. У пещеры Олимпия имеются два расположенных рядом входа на склоне горы Будалашбаш. Пещера представляет собой систему коридоров с высокими, до 40-50 м высоты, потолками, имеются колодцы и подземный ручей, в весеннее время встречаются ледяные сталактиты и сталагмиты. Летом температура в пещере достигает +6 °C. Покрытие пола — песок, глина, щебень. Сложена известняками визейского яруса карбона. 
Относится к Бельско-Нугушскому спелеорайону, Ишоро-Нугушскому подрайону. Открыта спелеологами города Ишимбая под руководством А. К. Агафонова (в 1980 г.) во время проведения летних Олимпийских игр в Москве (откуда и название). 
Обитают летучие мыши.
Пещеру окружают широколиственные леса, скальные обнажения с пещерой.